# 541132 렐라아쿠호누아
541132 렐라아쿠호누아 또는 고블린, 또는 2015 TG387은 태양 바깥쪽 카이퍼대에 위치한 극단적인 해왕성 바깥 천체이다.

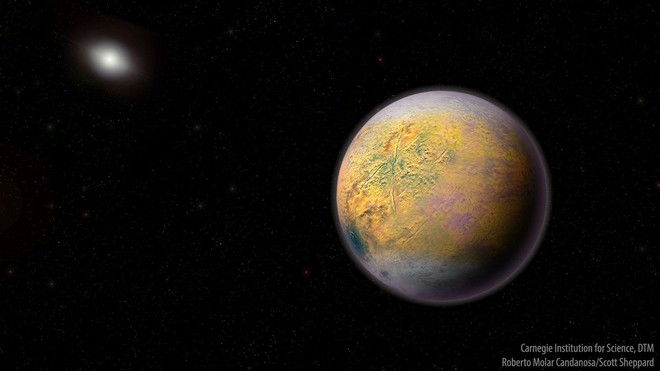
천체 예술가가 상상한 (541132)렐라아쿠호누아의 모습

이 천체는 TNO, 즉 해왕성 바깥 천체이며 또한 세드나족이다. 할로윈 근처에 발견이 되었다는 사실과 임시 명칭에 있는 2015 TG387에 있는 글자를 근거로, 이 천체는 천문학자들에 의해 비공식적으로 고블린이라는 별명이 붙여졌고 나중에 검은가슴물떼새의 비행 궤도와 비교해서 렐라아쿠호누아라는 이름이 붙여지게 되었다. 세드나와 2012 VP113에 이어 3번째로 발견이 된 세드나족 천체이며 직경이 약 220km이다.

## 참조
- 해왕성 바깥 천체

- 세드나족

- 2012 VP113